# Josep Manuel Alares i Sales

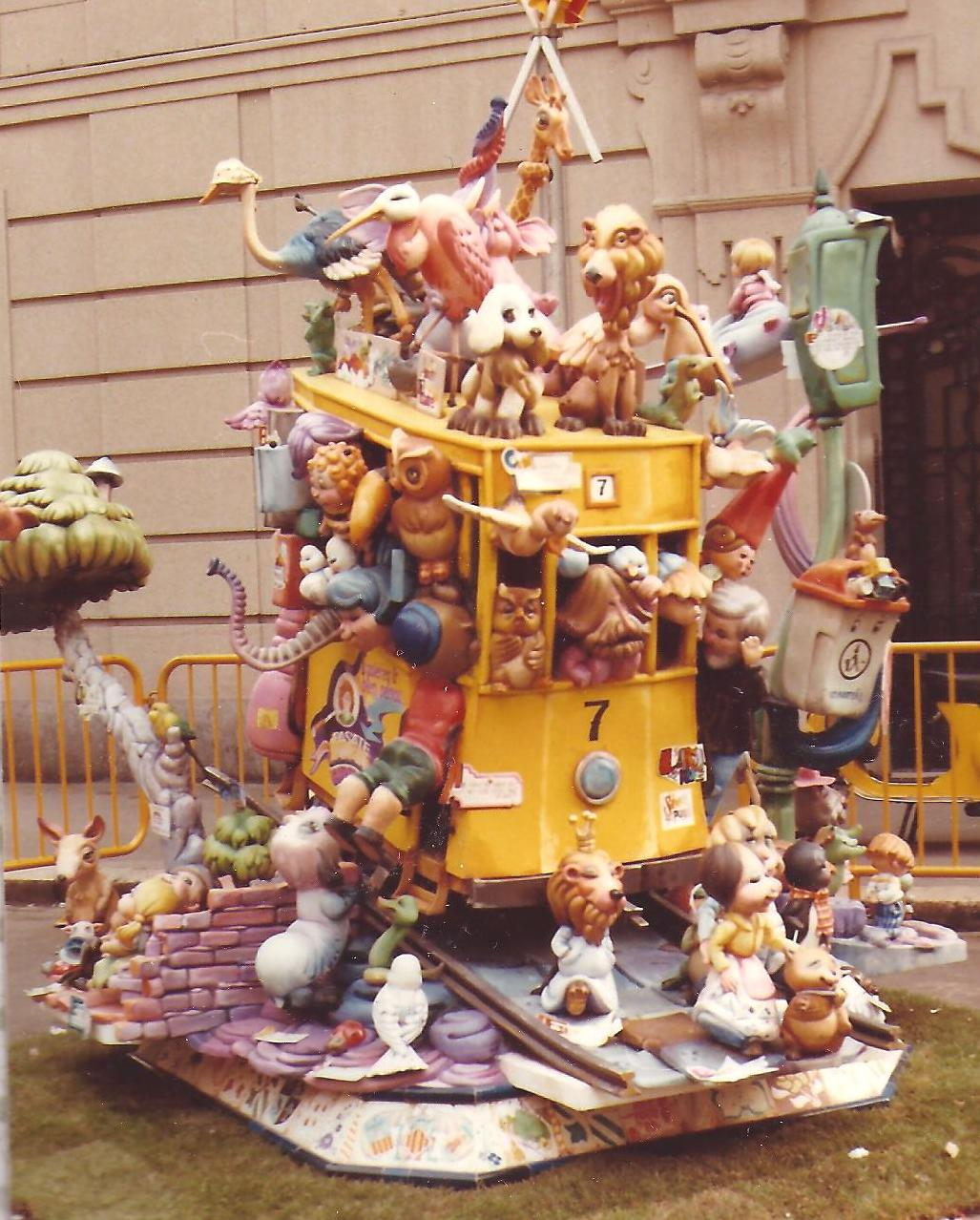
Falla infantil Castelló-Segorb 1984

Josep Manuel Alares i Sales (València, 23 de març de 1950) és un il·lustrador i artista faller amb més de 40 anys de professió. Va estudiar Il·lustració, Dibuix Publicitari i Decoració a l'Escola d'Arts i Oficis de València. També cursa estudis a l'escola privada Barreira.
De formació autodidacta s'inicia en la creació de Falles amb l'obra "Simfonia animal", plantada en l'any 1970 per la Falla infantil de la comissió Convent Jerusalem-Matemàtic Marçal. En la seua producció es poden trobar treballs per a les comissions Serrans-Plaça dels Furs, Albacete-Marvá, Castelló-Segorbe, Exposició, Cervantes-Pare Jofre, Monestir de Poblet-A. Albiñana i Plaça La Mercè entre altres moltes, sempre infantils.
És considerat com un dels renovadors estètics del cadafal infantil i referent per a les següents generacions d'artistes fallers dedicats a les Falles per a xiquets i xiquetes. El seu estil s'ha caracteritzat per una simplificació i depuració de línies, els colors plans i la seua passió pel món dels gats i els donyets, i l'ínterés per la Cultura i la Natura, enviant als xiquets un missatge de crítica i reflexió.
A més d'artista faller, Josep Manuel Alares també s'ha dedicat a la il·lustració i al dibuix. Al llarg de la seua carrera ha creat cartells, portades, aquarel·les i caricatures entre altres creacions artístiques. Als anys 90 va participar en campanyes de la Conselleria d'Educació de la Generalitat Valenciana.
També participa com a professor, junt a Ramon Espinosa i Fernando Garcia Ribas al curs d´aprenentatge per a futurs artistes fallers, organitzat per L'Ajuntament de València.
Fa diverses exposicions, Natura i pobles. Participa en 2011 en l'exposició col·lectiva "Projecte Encés" al Cercle de Belles Arts de València junt a altres 11 artistes. Al mateix any la Casa de la Cultura d'Alboraia exposa una mostra dels seus dibuixos baix el títol "Pobles d'Espanya". En 2017, el Museu Faller de València li dedica l'exposició "Falles al natural", on es repassa la seua trajectòria artística.